# Kloster Unterlinden

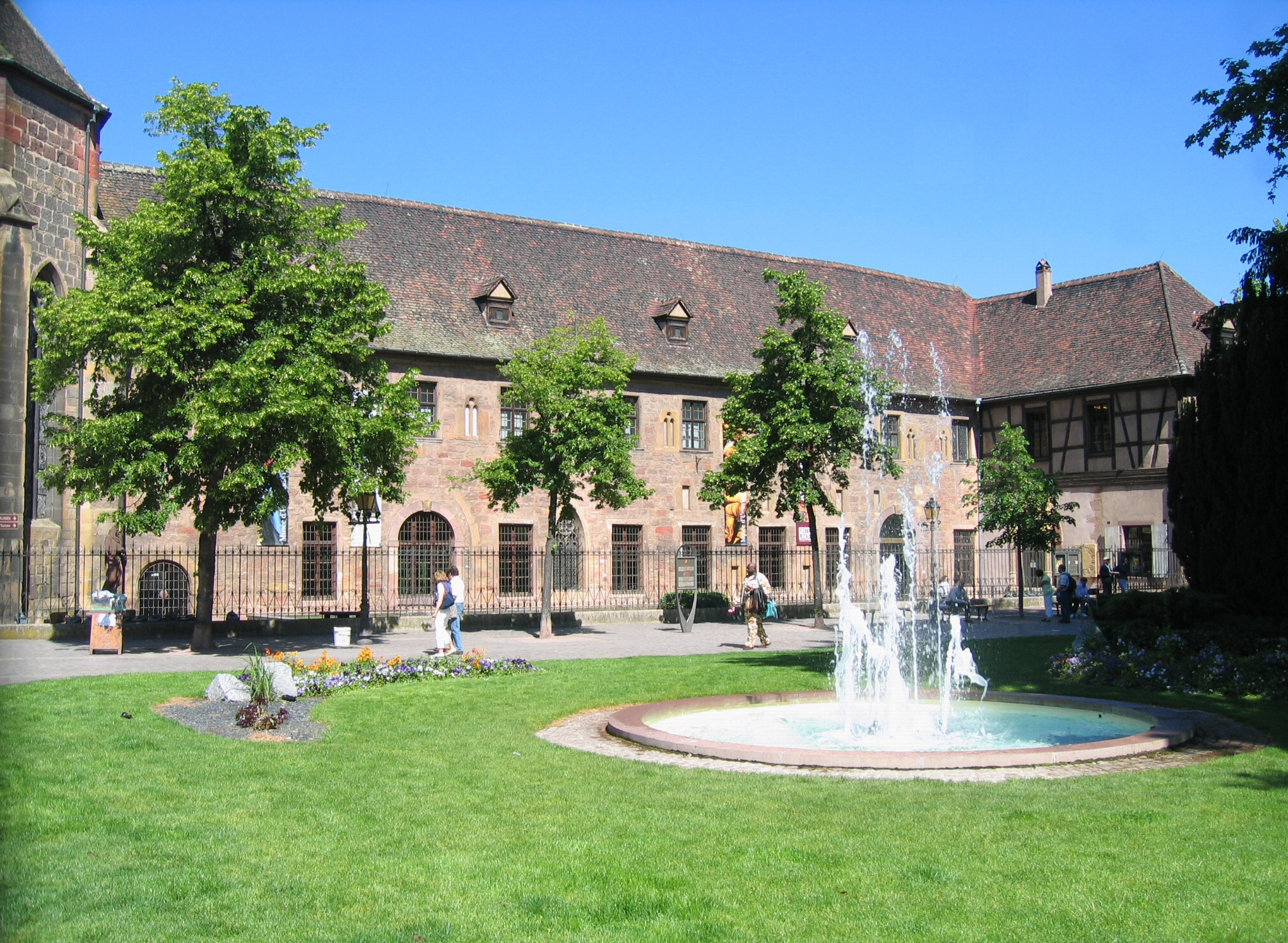
Kloster Unterlinden: heute Museum

Das Kloster Unterlinden war ein Dominikanerinnenkloster in Colmar im Elsass.
In den zum Teil noch bestehenden Gebäuden aus dem 13. Jahrhundert befindet sich seit 1853 das Unterlinden-Museum.

## Gründung
Vor 1232 gründeten die adeligen Colmarer Witwen Agnes von Mittelheim und Agnes von Hergheim (Herenkheim) mit Unterstützung von Dominikanern aus Straßburg das Kloster „Unter den Linden“ („sub tilia“), das 1245 in den Dominikanerorden inkorporiert wurde. Der Name wurde übernommen von der kleinen Kapelle St. Johann unter den Linden. Das Kloster zählt zu den frühesten Dominikanerinnenklöstern überhaupt; das Klosterleben war vorbildlich für andere Klöster, von Wunderzeichen wird berichtet. Im Laufe des 13. Jahrhunderts errichtete man eine umfangreiche Klosteranlage, deren 1252 bis 1269 errichtete Kirche Albertus Magnus weihte. Bis 1289 waren die weiteren Klosterbauten und der Kreuzgang fertiggestellt;  kurz danach verstarb auch der Baumeister Vollmar, wie die Eintragung im Totenregister des Klosters ausweist: Frater Volmarus, conversus lapicida, qui claustrum nostrum construxit.

## Klosterreform
1419 visitierten der General des Ordens, Leonard de Florentina, und der Provinzial für Deutschland, Giselbert von Maastricht, das Colmarer Kloster. Die Schwestern führten bereits ein vorbildliches Leben, dennoch begehrten sie reformiert zu werden, um den Schwestern des Klosters Schönensteinbach in nichts nachzustehen. Diesem Wunsch wurde entsprochen und 13 Schwestern aus Schönensteinbach trafen am Tag der hl. Maria Magdalena 1419 in Unterlinden ein. Margareth von Maasmünster, eine der ersten Dominikanerinnenschwestern in Schönensteinbach und ehemals Priorin, wurde im Kloster Unterlinden erste Priorin der Observanz. Die Reform führte bald zu einem neuen personellen wie auch spirituellen Aufschwung des Klosters. Bereits 1423 konnte von Unterlinden aus das Steinenkloster bei Basel reformiert werden. Zu Ende des auch für die Stadt Colmar „Goldenen Jahrhunderts“ zählte das Unterlindenkloster 65 Nonnen.

## Klosterbibliothek
Ein wesentliches Anliegen der Klosterreform des 15. Jahrhunderts war es, den Nonnen eine reichhaltige, vor allem auch deutschsprachige Literatur zur Verfügung zu stellen. Deshalb befasste man sich auch in Unterlinden, so wie in anderen reformierten Klöstern, mit einer  intensiven Erweiterung der Klosterbibliothek. Hierbei tat sich besonders Elisabeth Kempf (1415–1485, seit 1469 Priorin) als Schreiberin und Übersetzerin hervor. Eine durchaus beachtliche Anzahl dieser zum Teil illuminierten Handschriften ist noch heute vorhanden, vor allem in den Beständen der Stadtbibliothek von Colmar.

## Schwesternbuch
Religions- und literaturgeschichtlich bedeutend sind die wahrscheinlich Anfang des 14. Jahrhunderts von Katharina von Gebersweiler († 1330/45) in lateinischer Sprache verfassten Vitae primarum sororum de Subtilia in Columbaria. Dieses Unterlindener Schwesternbuch gilt als die älteste lateinische Sammlung von Nonnenviten und geht den ähnlich konzipierten deutschsprachigen Schwesternbüchern voraus. Von mystischer Spiritualität beeinflusst, berichtet es, hagiographisch überhöht, vom Tugendstreben, der harten asketischen Praxis und den Gnadenerfahrungen verstorbener Nonnen.
In der zweiten Hälfte des 15. Jahrhunderts wurde das Schwesternbuch im Sinn der Klosterreform durch die Priorin Elisabeth Kempf  (s. o.) ins Deutsche übersetzt, um die heroische Gründungszeit des Klosters und das erbauliche Leben der ersten Nonnen auch Schwestern ohne Lateinkenntnisse zugänglich zu machen.

## Das Kloster vom 16. bis zum 19. Jahrhundert
In den folgenden Jahrhunderten war die Geschichte des Klosters vor allem auch durch das oft dramatisch bewegte Auf und Ab der Geschicke Colmars und des Elsass bestimmt. Im Bauernkrieg unterstellte sich der Konvent dem Schutz der Stadt, gab damit aber auch für die Folgezeit einen wesentlichen Teil seiner Autonomie, besonders in ökonomischer Hinsicht, preis. Als sich die Stadt 1575 der protestantischen Reformation anschloss, blieb das Kloster jedoch katholisch und dem Dominikanerinnenorden zugehörig. Im Dreißigjährigen Krieg hatte es dann schwer unter schwedischer Besatzung (1632) zu leiden. Die Angliederung an Frankreich (1673) führte in Colmar zu langjährigen Konflikten; auch im Konvent von Unterlinden wollte man am Gebrauch der deutschen Sprache festhalten. Die Bedeutung des Klosters blieb jedoch weiterhin gewahrt; 1723 zählte es 43 Nonnen und 23 weitere Klosterangehörige, und noch im letzten Viertel des 18. Jahrhunderts wurde es baulich erweitert. Schon bald aber nach Beginn der Französischen Revolution stellte die Stadt die Existenz des Klosters infrage, um hier eine Garnison einzuquartieren. Am 31. Juli 1792 kam dann die endgültige Aufhebungsorder; am 29. August verließen die letzten Nonnen das Kloster Unterlinden.

## Unterlinden-Museum
Als in der Französischen Revolution das Kloster aufgehoben wurde, brachte man das bewegliche Kulturgut zur Aufbewahrung ins Collège national (heute Lycée Bartholdi); die verlassene Kirche diente als Abstellraum. 1792 gingen die Klostergebäude endgültig in den Besitz der Stadt Colmar über; hier quartierte sich alsbald das 4. Lanzenreiter-Regiment mit Ross und Wagen ein. Die Erweiterung der Stadtanlagen und der Bau eines Theaters (1840) führten zum Abbruch aller Wirtschaftsgebäude. 1845 beschloss der Gemeinderat den Abbruch der gesamten Klosterbauten, um so die Fassade des neu erbauten Stadttheaters besser zur Geltung zu bringen. Beherzte Bürger konnten dies verhindern; der Archivar und Bibliothekar Louis Hugot gründete 1847 die Schongauer-Gesellschaft, die sich vor allem die Rettung des Klosters zum Ziel setzte. Schon zu Zeiten der Revolution hatten sich der Bibliothekar der Stadt Colmar, Pierre Marquair, und der Zeichenlehrer Jean-Jacques Karpff, bemüht, auch anderweitig Kunstgegenstände, die die Revolutionswirren überdauert hatten, zu sammeln und zu katalogisieren, vor allem aus dem Kloster Isenheim und dem Kloster Marbach. Nun errichtete man zunächst eine Zeichenschule und ein Kupferstichkabinett, unter anderem mit Werken von Martin Schongauer und dessen Bruder Ludwig Schongauer. Der Gesellschaft gelang die Instandsetzung der Kirche und der noch vorhandenen Konventsgebäude. Mit Hilfe von Mäzenen, etwa dem Industriellen Frédéric Hartmann, wurde auch der Kreuzgang renoviert. 1853 konnte dann in den erhaltenen Gebäuden des Konvents das Musée d’Unterlinden (Unterlinden-Museum) eröffnen. 1906 wurde auf dem ehemaligen Klostergelände eine architektonisch imponierende städtische Badeanstalt erbaut; sie wurde mit der Ende 2015 vollendeten Erweiterung des Museums in den Gesamtkomplex einbezogen. 
Da der 1272 erstmals genannte Keller an der Nordseite des Klosters (Cellarium sororum in Columbaria consummatum est,..) oftmals durch den Mühlenbach überflutet wurde, hat man ihn 1955 vom Schlamm befreit; seither dient auch er als Ausstellungsraum.